# 拉法葉縣 (威斯康辛州)
拉法葉縣（英語：Lafayette County）是美國威斯康辛州南部的一個縣，南鄰伊利諾伊州。面積1,644平方公里。根據美國人口調查局2000年統計，共有人口16,137。縣治达灵顿 (Darlington)。
成立於1847年，縣名是紀念美國獨立戰爭英雄、法國大革命領導者，拉法耶特侯爵。